# Чемпионат Беларуси по шашечной композиции 2004
Чемпионат Белоруссии по шашечной композиции 2004, оригинальное название — Второй этап XII чемпионата Беларуси по шашечной композиции — национальное спортивное соревнование по шашечной композиции. Организатор — комиссия по композиции Белорусской Федерации Шашек. Соревнования проходили заочно.
Главный судья Борис Иванов, главный секретарь — Гарри Далидович

## О турнире
Начиная с 1991 года, белорусские чемпионаты стали проводиться раз в два года, при этом разделив соревнования по русским и международным шашкам на ежегодные этапы чемпионата. Суммирования очков этапов не производилось. Таким образом, в XII чемпионате Беларуси по шашечной композиции на 1-м этапе в 2003-ом соревновались в русские шашки, а на 2-м этапе — в международные.
Каждый участник мог представить на чемпионат не более шести произведений (композиций) в разделе, созданных самостоятельно или в соавторстве, новых или опубликованных после 1 апреля 2002 года. Срок присылки — до 1 марта 2004.
Соревнования проводились в 4 дисциплинах: миниатюры, проблемы, задачи, этюды.
В жанре миниатюры третье место занял выступавший вне зачета 10-летний Олег Гребенко (1994 г.р.), а его отец Василий Гребенко — первое место. Третье место отдано Виктору Шульге.

## Спортивные результаты
Миниатюры-100.
11 участников, 62 позиции
 Василий Гребенко — 23,5 очка.  Александр Сапегин — 13,5. 3. Олег Гребенко — 12,25 (вне зачета).  3. Виктор Шульга — 10,25. 4. Александр Ляховский — 9,0. 5. Пётр Кожановский — 7,25. 6. Леонид Витошкин — 7,0. 7. Николай Грушевский — 6,0. 8. Николай Вергейчик — 4,0. 9. Владимир Малашенко — 3,75. 10. Николай Крышталь — 0,0.
Проблемы-100.
11 участников, 62 позиции
 Александр Сапегин — 16,5.  Николай Крышталь — 13,5.  Виктор Шульга — 13,25. 4. Пётр Кожановский — 12,5. 5. Владимир Мазаник — 12,0. 6. Николай Грушевский — 9,5. 7. Николай Вергейчик — 9,25. 8. Владимир Малашенко — 9,0. 9. Леонид Витошкин — 8,0. 10. Александр Ляховский — 4,0. 11. Василий Гребенко — 2,75.
Этюды-100.
9 участников, 52 позиции
 Виктор Шульга — 21,0.  Василий Гребенко — 15,0.  Гарри Далидович — 13,5. 4. Криштоф Малашкевич — 11,75. 5. Пётр Кожановский — 11, 75. 6. Леонид Витошкин — 11,5. 7. Александр Ляховский — 4,0. Олег Гребенко — 2,75 (вне зачета). 8. Пётр Шклудов — 0,0.
Задачи-100.
11 участников, 56 позиций.
 Анатолий Шабалин — 38,75.  Гарри Далидович — 27,5.  Николай Крышталь — 20,75. 4. Николай Бобровник — 16,75. 5. Александр Шурпин — 13,0. 6. Пётр Шклудов — 12,25. 7. Николай Зайцев — 8,25. 8. Виктор Шульга — 8,0. 9. Константин Тарасевич — 7,5. 10-11. Александр Ляховский, Дмитрий Сухоруков — 0,0.